# Dizionario elettronico
Un dizionario elettronico è un dizionario memorizzato sotto forma di dati per computer (base di dati lessicale) piuttosto che in formato cartaceo.
Un dizionario elettronico può essere caricato in una base di dati e interrogato mediante apposito software. Un esempio di dizionario elettronico in lingua inglese è WordNet.
Il termine dizionario elettronico è anche utilizzato per riferirsi a un vocabolario o lessico elettronico, come quelli utilizzati dai correttori ortografici. Se un dizionario è strutturato mediante una gerarchia di concetti supertipo-sottotipo esso prende il nome di tassonomia. Se contiene anche altre relazioni tra concetti, prende il nome di ontologia. I motori di ricerca usano vocabolari, tassonomie o ontologie per ottimizzare i risultati di ricerca. Dizionari elettronici specializzati sono, ad esempio, dizionari morfologici o sintattici.